# 포제션 (2002년 영화)
《포제션》(영어: Possession)은 미국에서 제작된 닐 러뷰트 감독의 2002년 로맨틱 미스터리 드라마 영화이다. 귀네스 팰트로, 에런 엑하트 등이 출연하였고, 배리 레빈슨 등이 제작에 참여하였다.

## 출연
- 귀네스 팰트로
- 에런 엑하트
- 제러미 노덤
- 제니퍼 일리
- 리나 히디
- 토비 스티븐스
- 톰 홀런더
- 그레이엄 크라우든

## 기타 제작진
- 라인 제작: 가이 태너힐
- 배역: 메리 셀웨이
- 미술: 루치아나 아리기
- 의상: 제니 베번